# Vanna Olivieri
Vanna Olivieri, eigentlich Arlette Anna Biasini (* 31. Mai 1924 auf Korsika; † 26. Januar 2010 in Martigues) war eine französische Schlagersängerin und Schauspielerin, die in den 1950er und frühen 1960er Jahren in der DDR populär war.

## Leben
Vanna Olivieri kam 1924 auf Korsika zur Welt. Sie studierte zunächst in Paris Germanistik, entschied sich dann jedoch für eine Gesangskarriere.
Ihre Gesangsausbildung absolvierte sie in Mailand, Salzburg und ab 1948 in Wien bei Maria Cebotari. Eigentlich wollte Olivieri Opernsängerin werden, fand sich aber bald im Chanson und Schlager wieder. Sie tourte fünf Jahre durch Europa und trat dabei auch in der DDR mit dem Tanzorchester Schwarz-Weiß (Leitung: Karl Meyer) innerhalb von drei Monaten in 112 Veranstaltungen auf. Darüber hinaus trat sie in Ägypten und Israel auf. Schnell erlangte sie den Beinamen „korsische Nachtigall“.
Sie wurde ständiger Gast in den bekanntesten Fernsehsendungen der DDR. Im Mai 1963 war sie auf dem Cover von Melodie und Rhythmus zu sehen. Im Berliner Friedrichstadt-Palast wurde sie im Palastical Nr. 1 am 9. November 1963 zur „Frau des Jahres“ erklärt. Bekannte Komponisten und Liedtexter wie Gerd Natschinski, Willy Schüller oder Jürgen Degenhardt schrieben Lieder für sie.
Daneben war sie in mehreren Filmen zu sehen, darunter Drei Männer im Schnee (1955, Regie: Kurt Hoffmann), Liebe, Luft und lauter Lügen (1959, Regie: Peter Beauvais) oder Das Mädchen auf dem Titelblatt (1961, Regie: Fritz Bornemann).
Ihren letzten Auftritt im Fernsehen der DDR hatte Vanna Olivieri am 17. November 1964 in der 12. Ausgabe der aus dem Friedrichstadt-Palast gesendeten Live-Sendung Amiga-Cocktail. Die aufkommende neue Beatmusik der 1960er Jahre sowie die Beatlemania waren auch an der DDR-Jugend nicht spurlos vorbeigegangen. Direkt vor Olivieri traten junge Beat-Gruppen wie die Sputniks mit Shake Hands, das Franke Echo Quintett mit Peter Gunn und das Hemman-Quintett mit Sie liebt dich, einer Coverversion des Beatles-Songs She Loves You auf.
Als direkt im Anschluss die 40-jährige Olivieri in einem schwarzen Abendkleid auf die Bühne trat und den Schlager In Marseille lebt Marcel anstimmte, wurde sie vom Publikum ausgebuht. Auch Moderator Heinz Quermann konnte das Publikum nicht besänftigen („… so ganz lieb war das nicht von euch, aber wir machen's trotzdem, wir sind lieb heute“). Da es sich um einen Live-Mitschnitt handelte, konnte der Auftritt nicht bearbeitet werden. Die Sendung wurde abgesetzt und Vanna Olivieri trat nie wieder in der DDR auf.

## Diskografie

### Singles
- 1960: St. Tropez Cha Cha / Nicht jede Liebe hat ein Happy-End (Bella-Musica Klangaktiv 4294 S) – mit Die Urbanos
- 1960: Küsst sich ein verliebtes Paar… / Zwei Matrosen, die sahen ein Mädchen (Elite Special 8652)
- 1961: Ich kenn' die Liebe, ich kenn' die Männer / Liebe mich oder verlass' mich noch heute (Bella-Musica Klangaktiv BM 281)
- 1961: Die Tausend Lichter von Paris / Mucho, Mucho (Polydor 24 682) – mit Orchester Rüdiger Piesker
- 1963: Sag mir, wo die Blumen sind / Serenade im Mondlicht (Amiga 4 50 405)
- 1963: Robinson / In Marseille lebt Marcel (Amiga 4 50 351)
- 1963: Eldorado / Bonjour, L'Amour (Amiga 4 50 387)
- 1963: Allez Gaston / Heut' brauch' ich Musik (Amiga 4 50 394)

### EPs
- 1960: Prego, Prego, Gondoliere: Bye, Bye, Bahia, Santa Maria, Prego, Prego, Gondoliere, Bella Aida (Pan GC 4558) – nur in der Schweiz erschienen

## Filmografie
- 1955: Bel Ami
- 1955: Drei Männer im Schnee
- 1955: Wunschkonzert
- 1959: Liebe, Luft und lauter Lügen
- 1961: Das Mädchen auf dem Titelblatt
- 1962: Du hast Glück bei den Frau’n